# Prądnica obcowzbudna
Prądnica obcowzbudna – maszyna prądu stałego, której uzwojenie wzbudzenia zasilane jest z zewnętrznego źródła lub wyposażona jest w magnesy trwałe.
Prąd wzbudzenia prądnicy obcowzbudnej nie zależy od prądu twornika. Wartość prądu w uzwojeniu wzbudzenia powinna być kontrolowana przez regulator wzbudzenia. Jako regulator ten może służyć specjalnie skonstruowany opornik o zmiennej wartości rezystancji lub układ przekształtnikowy. Gwałtowna zmiana prądu w obwodzie wzbudzenia, spowodowana np. rozwarciem zestyków spowoduje zaindukowanie się siły elektromotorycznej, której zbyt duża wartość może być niebezpieczna dla maszyny, może doprowadzić do uszkodzenia izolacji.
Podstawę przy określaniu właściwości prądnicy stanowi charakterystyka biegu jałowego U0=f(Iw), której kształt jest podobny do charakterystyk magnesowania ferromagnetyków.
Podczas wirowania twornika z prędkością n strumień wytworzony w uzwojeniu wzbudzenia Φ przenika uzwojenie twornika indukując w nim siłę elektromotoryczną
E = k Φ n
gdzie:
- k – stała konstrukcyjna maszyny.

Napięcie na zaciskach twornika zależy od wartości indukowanej w nim siły oraz prądu twornika. Przy wzroście obciążenia zwiększa się wpływ oddziaływania twornika oraz wartość spadku napięcia na rezystancji własnej uzwojeń twornika i przewodów doprowadzeń. W trakcie stabilnej pracy, na zaciskach prądnicy pojawi się napięcie:
U = E – It Rt
gdzie:
- U – wartość napięcia na zaciskach maszyny,
- E – siła elektromotoryczna zaindukowana w tworniku,
- It – prąd twornika,
- Rt – całkowita rezystancja obwodu twornika.

Zmienność napięcia prądnicy obcowzbudnej określono:
ΔUn = (E – U) / U
Cechą prądnic obcowzbudnych jest stosunkowo duża wartość prądu zwarcia, która jest ograniczana tylko rezystancją obwodu twornika tj. rezystancją uzwojeń twornika, rezystancją uzwojeń dodatkowych połączonych szeregowo z twornikiem, rezystancją doprowadzeń i rezystancją przejścia szczotka komutator.
Ponieważ siła elektromotoryczna jest proporcjonalna do wartości prędkości obrotowej, prądnice obcowzbudne są często wykorzystywane jako przetwornik prędkości obrotowej w sygnał elektryczny.